# Jäniskallio hällmålning
Jäniskallio hällmålning ligger i Esbo i Finland på den västra stranden av Noux Långträsk. Hällmålningen upptäcktes av Pekka Sarvas och Lauri Pohjakallio år 1970. Dess datering är fortfarande obestämd.

## Klippan
Målningens klippa ligger i Noux nationalpark i den södra delen av Långträsk. Cirka en kilometer från sjöns sydända, på dess västra strand, finns en liten och låg klippa som sluttar ner i vattnet och där det finns spår av användning av rödfärg. På sommaren kan man endast ta sig till målningen med båt.

## Målningen
Hällmålningen består av en identifierbar figur som föreställer en älg som tittar åt vänster. Figuren är klumpigt skissad och är 47 centimeter bred och 28 centimeter hög. Älgen är målad med fylld färg, och man kan urskilja en liten kindtofs, vilket också är ett kännetecken för älgen som art. Figuren är belägen 1,8 meter ovanför sjöns nuvarande vattennivå.
Cirka 150 meter söderut, under klippans högsta punkt, har man funnit en annan plats målad med rödfärg. Den har dock redan förstörts. Endast otydliga rödfärgade fläckar återstår, och inga figurer kan längre urskiljas.